# قس (مسلسل)
قس ;يعرف الكاهن (بالكورية: 프리스트)؛ هو مسلسل كوري جنوبي من بطولة يون وو جين وجيونغ يو مي،تم عرضه على قناة أو سي إن من 24 نوفمبر 2018 حتى 20 يناير 2019.

## روابط خارجية
- الكاهن على موقع IMDb (الإنجليزية)
- الكاهن على موقع كينوبويسك (الروسية)
- الكاهن على موقع قاعدة بيانات الفيلم (الإنجليزية)